# Тексти Нузі

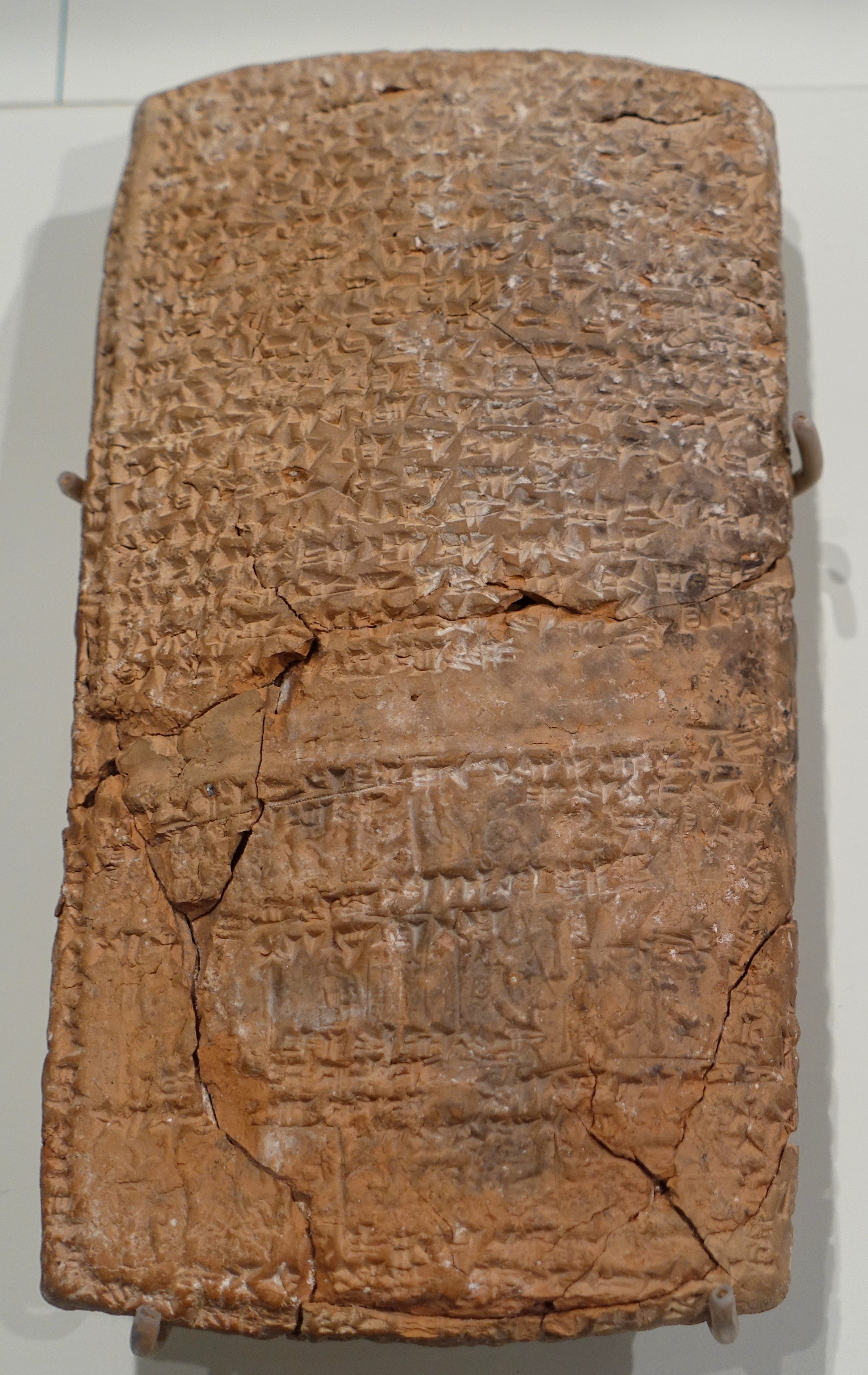
Судовий спір про землю - Нузі

Тексти Нузі — це стародавні документи, знайдені під час розкопок Нузі, стародавнього месопотамського міста на південний захід від Кіркука в сучасній провінції Кіркук в Іраку, розташованого біля річки Тигр . Вони були знайдені на клинописних табличках, написаних аккадською мовою .  Пам’ятка складається з одного середнього багатоперіодного телла та двох невеликих одноперіодних курганів. Тексти – це переважно юридичні та ділові документи. Раніше їх вважали доказом віку та достовірності певних частин Старого Завіту, особливо патріархальної епохи, але зараз це приписування викликає сумнів у більшості вчених. 

## Археологічні пам'ятки та таблички
Таблички з цього місця почали з’являтися ще в 1896 році, але перші серйозні археологічні дослідження почалися лише в 1925 році після того, як Гертруда Белл помітила, що таблички з’являються на ринках Багдада. Розкопки проводилися в основному Едвардом К'єрою, Робертом Пфайфером і Річардом Старром під егідою Музею Іраку та Багдадської школи американських шкіл східних досліджень, а пізніше Гарвардського університету та Художнього музею Фогга .    Розкопки тривали до 1931 року. Пам'ятка має 15 рівнів заселення. Сотні знайдених табличок та інших знахідок були опубліковані в серії томів. Більше знахідок продовжують публікувати донині. 
На сьогоднішній день відомо близько 5000 табличок, які зберігаються в основному в Східному інституті, Гарвардському семітському музеї та Музеї Іраку в Багдаді . Багато з них є звичайними юридичними та діловими документами, а приблизно одна чверть стосується ділових операцій однієї родини.  Переважна більшість знахідок належить до хурритського періоду другого тисячоліття до нашої ери, а решта датується заснуванням міста під час Аккадського царства . Архів, сучасний хурритському архіву в Нузі, був розкопаний у «Зеленому палаці» на місці Телль-аль-Фахар, 35 км на південний захід від Нузі.  Ці таблички описуються як такі, що демонструють паралелі між Біблією та хурритською культурою, як-от створення раба спадкоємцем і використання сурогату для безплідної дружини. В «Оксфордській історії біблійного світу» Уейн Т. Пітард каже: «Поява в книзі Буття паралелей пізньої бронзової доби з певними шлюбними, спадковими та сімейними релігійними звичаями не може бути використана як доказ того, що такі історії зберігають стародавні традиції другого тисячоліття, оскільки більшість цих звичаїв продовжувалися в першому тисячолітті до нашої ери, коли були записані оповіді Буття, тому тексти Нузі мають обмежену, переважно ілюстративну функцію».